# 蓬塞语
蓬塞语(pʰoŋ33 set55)是老挝北部丰沙里省一种彝语。
蓬塞语分布在丰沙里省本讷县蓬塞村(Shintani 2001)。